# II Korpus Kawalerii (Cesarstwo Niemieckie)
II Korpus Kawalerii  (niem. Höheres Kavallerie-Kommando Nr. 2)  – wyższy związek taktyczny Armii Cesarstwa Niemieckiego. 
W sierpniu 1914 rozwinięto w Niemczech do etatów wojennych związki operacyjne (armie). W skład 1 Armii wszedł między innymi II Korpus Kawalerii. W I wojnie światowej korpus walczył na froncie zachodnim.

## Struktura organizacyjna
Skład od 2 VIII 1914 do 20 IX 1915:
- dowództwo korpusu[b]
- 2 Dywizja Kawalerii
- 4 Dywizja Kawalerii
- 9 Dywizja Kawalerii
- 3 batalion strzelców
- 4 batalion strzelców
- 7 batalion strzelców
- 9 batalion strzelców
- 10 batalion strzelców